# Сорренто (футбольний клуб)
«Сорренто» (італ. Sorrento) — італійський футбольний клуб, який базується в місті Сорренто, Італія. Заснований у 1945 році як «Sorrento Calcio». Домашні матчі команда грає на стадіоні «Італія».